# Giftsallat
Giftsallat (Lactuca virosa) är en växt i släktet sallater och familjen korgblommiga växter. Den blir från 70 till 200 cm hög och blommar från juli till augusti med blekgula blomkorgar. Den är lik taggsallat men har oftast en frisk grön bladrosett vid blomning. De flesta bladen nertill är vågrätt utstående. Frukten blir sex till tio mm lång och är svartbrun med mörka hår och har en kal spets.
Giftsallat är mycket sällsynt i Norden, men trivs på ruderatmark. Dess utbredning är begränsad till ett litet område i Danmark. Dess ursprung är Väst-, Central- och Sydeuropa.